# Văn phòng Cơ quan Cảnh sát điều tra Bộ Công an
Văn phòng Cơ quan Cảnh sát điều tra (C01) trực thuộc Bộ Công an có trách nhiệm tham mưu giúp Thủ trưởng Cơ quan Cảnh sát điều tra Bộ Công an theo dõi, tổng hợp tình hình điều tra và hoạt động của các loại tội phạm hình sự để nghiên cứu, đề xuất chủ trương, biện pháp, kế hoạch công tác và hướng dẫn các mặt công tác cơ bản của Cơ quan CSĐT các cấp; tổ chức thẩm định hồ sơ tố tụng một số vụ án và trực tiếp tổ chức điều tra các vụ án do Thủ trưởng Cơ quan Cảnh sát điều tra Bộ Công an ủy nhiệm; kiểm tra, hướng dẫn lực lượng CSĐT tiến hành hoạt động điều tra tội phạm theo Bộ luật tố tụng hình sự và Pháp lệnh Tổ chức điều tra hình sự.

## Quá trình phát triển
Ngày 01/10/2009, lãnh đạo Bộ Công an đã ký Quyết định số 3032/QĐ-BCA công nhận ngày 31/12/1951 là ngày truyền thống của Văn phòng Cơ quan Cảnh sát điều tra. 
Ngay sau khi được thành lập trải qua nhiều tên gọi là Cục Chấp pháp, Cục Cảnh sát điều tra xét hỏi, Cục Cảnh sát điều travà nay là Văn phòng Cơ quan CSĐT Bộ Công an (C01). 

## Lãnh đạo hiện nay
| Lãnh đạo Văn phòng Cơ quan Cảnh sát điều tra, Bộ Công an hiện nay \| Chánh Văn phòng Phó Chánh VP \| Thiếu tướng Trần Minh Tiến Thiếu tướng Lê Văn Tân Thiếu tướng Lưu Thành Tín Thiếu tướng Trần Văn Toản Thiếu tướng Trương Thọ Toàn Đại tá Vũ Quốc Thắng Đại tá Nguyễn Minh Tuấn \| | |
| Chánh Văn phòng Phó Chánh VP | Thiếu tướng Trần Minh Tiến Thiếu tướng Lê Văn Tân Thiếu tướng Lưu Thành Tín Thiếu tướng Trần Văn Toản Thiếu tướng Trương Thọ Toàn Đại tá Vũ Quốc Thắng Đại tá Nguyễn Minh Tuấn |

## Tổ chức
- Văn phòng Interpol Việt Nam

## Chánh Văn phòng qua các thời kỳ
- Thượng tướng Trần Quốc Tỏ, từ 11.2011 - 2.2014
- Thiếu tướng Lê Đình Nhường, đến 4.2014
- Thiếu tướng Vũ Quang Hưng, từ 4.2014–2018, nguyên Phó Giám đốc Công an tỉnh Nam Định
- Trung tướng Trần Văn Vệ, từ 8.2018–1.2020, nguyên Quyền Tổng cục trưởng Tổng cục II
- Trung tướng Đỗ Văn Hoành, từ 1.2020–1.2024, nguyên Chánh Thanh tra Bộ Công an
- Thiếu tướng Trần Minh Tiến, từ 1.2.2024 - nay, nguyên Giám đốc Công an tỉnh Nam Định.

## Phó Chánh Văn phòng qua các thời kỳ
- Đại tá Nguyễn Mạnh Hà
- Đại tá Đoàn Tất Kỉnh
- Đại tá Đoàn Văn Hoa
- Thượng tá Nguyễn Ngọc Lâm, đến 6.2020, sau là Đại tá, Giám đốc Công an tỉnh Quảng Ninh (6.2020–3.2022), Cục trưởng C03 (3.2022-9.2024), hiện là Thứ trưởng Bộ Công an [7][8]
- Đại tá Lưu Thành Tín, từ 10.2020–nay, nguyên Phó Giám đốc Công an tỉnh Kiên Giang[9]